# بطولة إفريقيا للكرة الطائرة للرجال 2021
بطولة أفريقيا للكرة الطائرة للرجال 2021 هي النسخة الثالثة والعشرون من بطولة أفريقيا للكرة الطائرة للرجال.أقيمت البطولة في كيغالي،رواندا في الفترة بين 7 حتى 14 سبتمبر 2021 يتأهل أول فريقين مباشرة لبطولة العالم. فاز المنتخب التونسي باللقب بعد أن تغلب في النهائي على منتخب الكاميرون بنتيجة 3-1.